# Число Чандрасекара
Число Чандрасекара ({\displaystyle \mathrm {Ch} } или {\displaystyle Q}) — критерий подобия в магнитной гидродинамике, равный отношению магнитной силы к диссипативным силам. Выражается следующим образом:
{\displaystyle \mathrm {Ch} ={\frac {B^{2}L^{2}}{\mu _{0}D_{m}\eta }}={\frac {\varsigma B^{2}L^{2}}{\eta }},}
где
- {\displaystyle \varsigma } — электропроводность;
- {\displaystyle B} — индукция магнитного поля;
- {\displaystyle L} — характеристическая длина;
- {\displaystyle D_{m}={\frac {1}{\mu _{0}\varsigma }}} — коэффициент магнитной диффузии;
- {\displaystyle \eta } — динамическая вязкость.

Названо в честь Субраманьяна Чандрасекара.